# دشاميات
الدَّشَّامِيَّات أو فصيلة ريودينيدي (الإسم العلمي:Riodinidae)، هي فصيلة من الفراشات ذوات العلامات المعدنية، هناك ما يقارب 1532 نوعاً و 146 جنساً من ذوات العلامات المعدنية في العالم، يبلغ طول الجناح في هذه الفصيلة حوالي 12-60 ملم، تتواجد من هذه الأنواع في بيئات متنوعة مختلفة، وتتواجد بكثرة في الغابات الاستوائية المطيرة في أمريكا الجنوبية.